# Blanche (manhwa)
Pour les articles homonymes, voir Blanche.
Blanche (Blanche the baby killer) est un manhwa de Songgu Kwon, auteur coréen. 

## Synopsis
Dans un futur imaginaire, la Chine a envahi les États-Unis. Blanche est une jeune ouvrière, qui mène une existence sordide, rythmée par son travail dans un abattoir.
Comme ses collègues, elle doit répondre aux exigences sexuelles de son patron. Un jour, elle craque et agresse son boss à coups de crayon. Elle est aussitôt envoyée en prison.
Un homme étrange, Gabriel, paie sa caution et lui propose un nouveau job : elle devient un assassin, dont les cibles se révèleront être des démons prenant la forme de jeunes bébés (d'où le titre original). 

## Technique
Entièrement en noir et blanc, cette œuvre est apparentée au manga, mais elle n'en a pas le trait caractéristique, le dessin étant assez proche du style "occidental".
Cette série est sombre et crue, dérangeante.

## Parution
Le premier volume a été traduit et publié en 2005 par Wetta WorldWide.
Le deuxième volume est en cours d'écriture et doit être publié en 2006.